# Karl-Friedrich Capito
Karl-Friedrich Capito (* 1931 in Neunkirchen; † 3. Januar 2002) war ein deutscher Rallye-Raid-Fahrer, Gewinner der Rallye Dakar in der LKW-Klasse und ehemaliger Sportpräsident des Deutschen Motorsport Verbands (DMV). Er ist der Vater von Jost und Volker Capito.

## Karriere
Capito nahm seit 1981 an der Rallye Dakar teil. Die Rallye Dakar 1981 fuhr er noch in der Motorrad-Klasse auf einer BMW GS 800 R, konnte diese aber aufgrund eines Ausfalls des Service-LKW nicht beenden. Zur Rallye Dakar 1984 wechselte er in die LKW-Klasse und konnte diese auf Mercedes aufgrund eines defekten Lenkgetriebes und einer defekten Zylinderkopfdichtung ebenfalls nicht beenden. Bei der Rallye Dakar 1985 wurde Karl-Friedrich Capito zusammen mit seinem Sohn Jost Capito Sieger in der LKW-Klasse auf Unimog U 1300 L, sein zweiter Sohn Volker Capito wurde als Navigator von Karl Heinz Ströhmann Dritter in der LKW-Klasse. Karl-Friedrich Capito nahm noch an der Rallye Dakar 1986 teil, brach diese aber ab, nachdem der Gründer der Rallye Dakar Thierry Sabine bei einem Hubschrauberabsturz ums Leben kam.
Im Jahr 1990 nahm er letztmalig an einem Rallye-Raid, der Rallye Paris–Moskau–Peking, teil.